# Gante-Wevelgem femenina 2021
La 10.ª edición de la Gante-Wevelgem femenina (nombre oficial en inglés: Gent-Wevelgem In Flanders Fields WE) se celebró el 28 de marzo de 2021 sobre un recorrido de 141,75 km con inicio en Ypres y final en la ciudad de Wevelgem en Bélgica.
La carrera hizo parte del UCI WorldTour Femenino 2021 como competencia de categoría 1.WWT del calendario ciclístico de máximo nivel mundial siendo la cuarta carrera de dicho circuito y fue ganada por la ciclista neerlandesa Marianne Vos del equipo Jumbo-Visma. El podio lo completaron la belga Lotte Kopecky del equipo Liv Racing y la alemana Lisa Brennauer del equipo Ceratizit-WNT.

## Equipos
Tomaron parte en la carrera un total de 24 equipos invitados por la organización, 9 de ellos de categoría UCI World Team ellos y 15 de categoría UCI Women's continental teams, quienes conformaron un pelotón de 143 ciclistas de las cuales terminaron 111. Los equipos participantes fueron:
| translation for headoftableIII_translate index 58 not found (9)- Alé BTC Ljubljana - Team BikeExchange - Canyon-SRAM Racing - Team DSM - FDJ-Nouvelle Aquitaine-Futuroscope - Liv Racing - Movistar Team - SD Worx - Trek-Segafredo UCI Women's continental teams (5)- Ceratizit-WNT Pro Cycling - Cogeas-Mettler-Look Pro Cycling Team - Drops-Le col - Multum Accountants - Rupelcleaning-Champion lubricants Unknown team category (10)- A.R. Monex - Bingoal Casino-Chevalmeire - Hitec Products - Doltcini-Van Eyck Sport-Proximus - Jumbo-Visma - Lotto Soudal Ladies - NXTG Racing - Parkhotel Valkenburg - Plantur-Pura - Valcar-Travel & Service |
| |

## Clasificaciones finales
Las clasificaciones finalizaron de la siguiente forma:

### Clasificación general
| \| Clasificación general \| Clasificación general \| Clasificación general \| Clasificación general \| Clasificación general \| \| Ciclista \| Ciclista \| Equipo \| Tiempo \| \| \| --------------------- \| --------------------- \| ---------------------------------- \| --------------------- \| --------------------- \| \| 1.ª \| Marianne Vos \| Jumbo-Visma Women Team \| 3 h 45 min 08 s \| \| \| 2.ª \| Lotte Kopecky \| Liv Racing \| + 0 s \| \| \| 3.ª \| Lisa Brennauer \| Ceratizit-WNT Pro Cycling \| + 0 s \| \| \| 4.ª \| Elisa Balsamo \| Valcar-Travel & Service \| + 0 s \| \| \| 5.ª \| Marta Bastianelli \| Alé BTC Ljubljana \| + 0 s \| \| \| 6.ª \| Emilia Fahlin \| FDJ-Nouvelle Aquitaine-Futuroscope \| + 0 s \| \| \| 7.ª \| Kristen Faulkner \| Tibco-Silicon Valley Bank \| + 0 s \| \| \| 8.ª \| Sarah Roy \| Team BikeExchange \| + 0 s \| \| \| 9.ª \| Emma Norsgaard \| Movistar Team \| + 0 s \| \| \| 10.ª \| Lauren Stephens \| Tibco-Silicon Valley Bank \| + 0 s \| \| |                   |                                    |                 |
| |                   |                                    |                 |
| Fuente: ProCyclingStats |                   |                                    |                 |
| Clasificación general |                   |                                    |                 |
| Ciclista | Ciclista          | Equipo                             | Tiempo          |
| 1.ª | Marianne Vos      | Jumbo-Visma Women Team             | 3 h 45 min 08 s |
| 2.ª | Lotte Kopecky     | Liv Racing                         | + 0 s           |
| 3.ª | Lisa Brennauer    | Ceratizit-WNT Pro Cycling          | + 0 s           |
| 4.ª | Elisa Balsamo     | Valcar-Travel & Service            | + 0 s           |
| 5.ª | Marta Bastianelli | Alé BTC Ljubljana                  | + 0 s           |
| 6.ª | Emilia Fahlin     | FDJ-Nouvelle Aquitaine-Futuroscope | + 0 s           |
| 7.ª | Kristen Faulkner  | Tibco-Silicon Valley Bank          | + 0 s           |
| 8.ª | Sarah Roy         | Team BikeExchange                  | + 0 s           |
| 9.ª | Emma Norsgaard    | Movistar Team                      | + 0 s           |
| 10.ª | Lauren Stephens   | Tibco-Silicon Valley Bank          | + 0 s           |

## Ciclistas participantes y posiciones finales
Convenciones:
- AB-N: Abandono en la etapa "N"
- FLT-N: Retiro por llegada fuera del límite de tiempo en la etapa "N"
- NTS-N: No tomó la salida para la etapa "N"
- DES-N: Descalificado o expulsado en la etapa "N"

## UCI WorldTour Femenino
La Gante-Wevelgem femenina otorgó puntos para el UCI World Ranking Femenino y el UCI WorldTour Femenino para corredoras de los equipos en las categorías UCI WorldTeam Femenino y Continental Femenino. Las siguientes tablas muestran el baremo de puntuación y las 10 corredoras que obtuvieron más puntos:
| Posición   | 1.ª | 2.ª | 3.ª | 4.ª | 5.ª | 6.ª | 7.ª | 8.ª | 9.ª | 10.ª | 11.ª | 12.ª | 13.ª | 14.ª | 15.ª | 16.ª-20.ª | 21.ª-30.ª | 31.ª-40.ª |
| Puntuación | 400 | 320 | 260 | 220 | 180 | 140 | 120 | 100 | 80  | 68   | 56   | 48   | 40   | 32   | 28   | 24        | 16        | 8         |

| Clasificación |                   |                                    |        |
| Posición      | Ciclista          | Equipo                             | Puntos |
| ------------- | ----------------- | ---------------------------------- | ------ |
| 1.ª           | Marianne Vos      | Jumbo-Visma                        | 400    |
| 2.ª           | Lotte Kopecky     | Liv Racing                         | 320    |
| 3.ª           | Lisa Brennauer    | Ceratizit-WNT                      | 260    |
| 4.ª           | Elisa Balsamo     | Valcar-Travel & Service            | 220    |
| 5.ª           | Marta Bastianelli | Alé BTC Ljubljana                  | 180    |
| 6.ª           | Emilia Fahlin     | FDJ Nouvelle Aquitaine Futuroscope | 140    |
| 7.ª           | Kristen Faulkner  | Tibco-Silicon Valley Bank          | 120    |
| 8.ª           | Sarah Roy         | BikeExchange                       | 100    |
| 9.ª           | Emma Norsgaard    | Movistar                           | 80     |
| 10.ª          | Lauren Stephens   | Tibco-Silicon Valley Bank          | 68     |